# Nieuwjaarstekening
Een nieuwjaarstekening of nianhua is een schilderij, tekening of gedrukte prent die tijdens Chinees nieuwjaar op een muur wordt gehangen. Traditioneel gezien moesten ze aan de zijkanten voorzien zijn van een duilian. De afbeelding bestaat uit één of meerdere Chinese geluksdieren, geluksvoorwerpen, Chinese goden of andere geluksdingen.
Op Chinese jaarkalenders die vaak bestaan uit één groot vel papier is de afbeelding meestal een nianhua. Veelvoorkomende onderwerpen zijn de tael/元宝, ruyi/如意, Cai Shen/财神, Fulushou/福禄寿 en Maitreya.